# Onna kyuketsuki
Onna kyūketsuki (女吸血鬼? lett. "La donna vampiro") è un film del 1959 diretto da Nobuo Nakagawa.
Si tratta di un J-Horror, considerato il primo con una figura di vampiro all'occidentale e certamente uno dei primi in cui l'ambientazione è contemporanea. A dispetto del titolo il vampiro è un uomo.
Internazionalmente il film è noto anche come The Lady Vampire.

## Trama
Il giornalista di un quotidiano di Tokyo, Tamio Oki, si reca a casa della sua fidanzata Itsuko Matsumura per festeggiarne il compleanno. Lungo la strada ha uno strano incidente con una donna che rispunta poi a casa della ragazza. Si tratta di Miwako, madre di Itsuko, assente da 20 anni e riapparsa, in stato di choc, inspiegabilmente giovane come allora. 
Miwako scomparve durante un viaggio a Kyūshū in cui il marito, lo scienziato Shigekatsu Matsumura, l'aveva portata nella terra dei suoi avi. Miwako, in un momento di lucidità, ricorda che fu attirata da un artista che la ritrasse nuda in un quadro per poi segregarla nei sotterranei del suo castello, con la promessa dell'eternità. Quindi alla prima occasione è fuggita fino a ritrovarsi inconsapevolmente a casa.
In una mostra d'arte il primo premio è vinto da un quadro che palesemente ritrae una Miwako seminuda. La figlia Itsuko se ne accorge ma poi Tamio scopre che l'autore del quadro non si è mai visto. Un uomo però, alla galleria d'arte, ha sentito Itsuko e si è interessato a lei. Si tratta di Nobutaka Takenaka, un artista eccentrico, assistito da un nano, che, più tardi in albergo, non riuscendo a ripararsi dai raggi della luna, si trasforma in vampiro aggredendo e uccidendo una malcapitata cameriera.
Una notte Takenaka rapisce Miwako, e Tamio, che aveva seguito per il giornale le indagini sulla morte della cameriera, risale al responsabile.
Takenaka, vampiro immortale che si ciba di sangue giovane, trecento anni prima si innamorò di Katsuhime, la figlia orfana di Amakusa Shirō, eroe morto nella rivolta di Shimabara, e ha cercato in seguito Miwako, sua discendente, per possederla. 
Portatisi a Kyūshū, Tamio e i suoi seguaci finalmente trovano una grotta che conduce al nascondiglio di Takenaka e salvano Itsuko, che era stata rapita, mentre Miwako è ormai intrappolata da un incantesimo. Takenaka, affrontato in duello da Tamio, sta per avere la meglio finché un crollo, causato da un ladro, fa penetrare la luce della luna e il vampiro, dopo una trasformazione mostruosa che lo rivela a tutti, muore sepolto dalle rovine del castello che esplode, con Tamio e Itsuko che riescono a fuggire e salvarsi.

## Produzione
Sebbene vi siano figure simili anche nella tradizione giapponese, Nobutaka Takenaka, il primo vampiro "moderno" del cinema giapponese, è indubbiamente mutuato principalmente da tradizioni e stilemi occidentali. Il fatto che la sua trasformazione avvenga quando viene esposto alla luce della luna, non corrisponde alla descrizione classica dei vampiri, ma rimanda comunque ad un'altra figura mostruosa della tradizione occidentale, quella del lupo mannaro.
Nel film è citata la figura storica di Amakusa Shirō, come il padre della ragazza di cui il vampiro si innamora. Nel romanzo Dokurokengyo di Seishi Yokomizo, Amakusa Shiro stesso si trasforma in un vampiro, mentre in un'opera di Futaro Yamada viene resuscitato come demone.